# برج العبد الكريم
برج العبد الكريم، (العربية: برج العبد الكريم) هو ناطحة سحاب في الخبر، المملكة العربية السعودية. برج العبد الكريم يتوسط قلب المنطقة الشرقية هو أعلى برج تجاري في المنطقة الشرقية. يقع عند تقاطع اثنين من الطرق الرئيسية والحيوية في المنطقة وهم طريق الملك فهد السريع وطريق الملك سعود، ويتربع هذا الصرح المعماري على موقع مركزي متميز يربط بين ثلاث مدن رئيسية في المنطقة وهم الدمام والخبر والظهران من خلال شبكة طرق رئيسية وحيوية تربطه بأهم المنافذ والخدمات الحكومية والتجارية 
وهو يقدم مثالاً يحتذى به في التطوير العمراني بتصميمه العصري الأنيق وفق أعلى المعايير العالمية. يحتوي البرج على منافع استثنائية ومرافق في غاية التطور، وتقدم بيئة عمل مزودة بما يلي:
- قاعة عرض تحتوي على أحدث التقنيات السمعية والبصرية.
- قاعة أعمال متكاملة التصميم، تحتوي على مساحة للمؤتمرات وغرف خاصة للاجتماعات الصغيرة.
- أماكن للتخزين صممت بذكاء للاستفادة من الأماكن الفارغة وحسن استغلالها.[1]